# Болторіз

Болторіз

Болторіз — інструмент для різання (перекушування) пруткового металу. Найбільш поширений варіант болторіза дозволяє різати метал товщиною до 10 мм.

## Конструкція інструмента
Для болторіза характерна наявність масивних губок і довгих рукояток. Особливістю найбільш поширеною конструкції болторіза є система подвійного важеля. Перші важелі, роль яких виконують довгі рукоятці інструменту, подають зусилля на вторинні важелі, які додатково збільшують зусилля. У зв'язку зі значним передавальним відношенням, хід губок болторіза дуже малий у порівнянні з ходом рукояток. Губки болторіза виконуються з хромованадієвої або хромомолібденової сталі з індукційним загартуванням.

## Культурне значення
Інструменти стали культовими в жіночому таборі миру Грінхем Коммон, де протестувальники використовували болторізи, щоб зняти огорожу навколо авіабази ВПС. У жіночому таборі миру в Пайн-Геп в Австралії був вивішений банер Грінхема, на якому зображені болторізи, разом із дротом огорожі Грінхем.